# Lauenburg/Elbe
Lauenburg/Elbe è una città di 11 644 abitanti abitanti dello Schleswig-Holstein, in Germania.
Appartiene al circondario (Kreis) del ducato di Lauenburg (targa RZ).

## Storia
In antichità questo sarebbe il luogo in cui sarebbe arrivata la flotta di Tiberio nella tentata occupazione della Germania da parte di Augusto.
La città fu fondata nel 1182 da Bernardo di Ascania, l'antenato dei duchi di Lauenburg, che infatti fu un ducato indipendente con il nome di Sassonia-Lauenburg fino al 1689 (formalmente fu poi un ducato autonomo ma unito all'Elettorato di Hannover fino ad inizio Ottocento). La città medievale coincide circa con i confini attuali della città. 
Sempre nel Medioevo, Lauenburg era un crocevia sulla vecchia strada del sale, mentre oggi costituisce la terminazione meridionale del Canale di Elba-Lubecca.

## Geografia fisica
Si trova sulla sponda settentrionale del fiume Elba, ad est di Amburgo.

## Amministrazione

### Gemellaggi
- Boizenburg/Elbe
- Lębork
- Dudelange
- Manom

## Galleria d'immagini

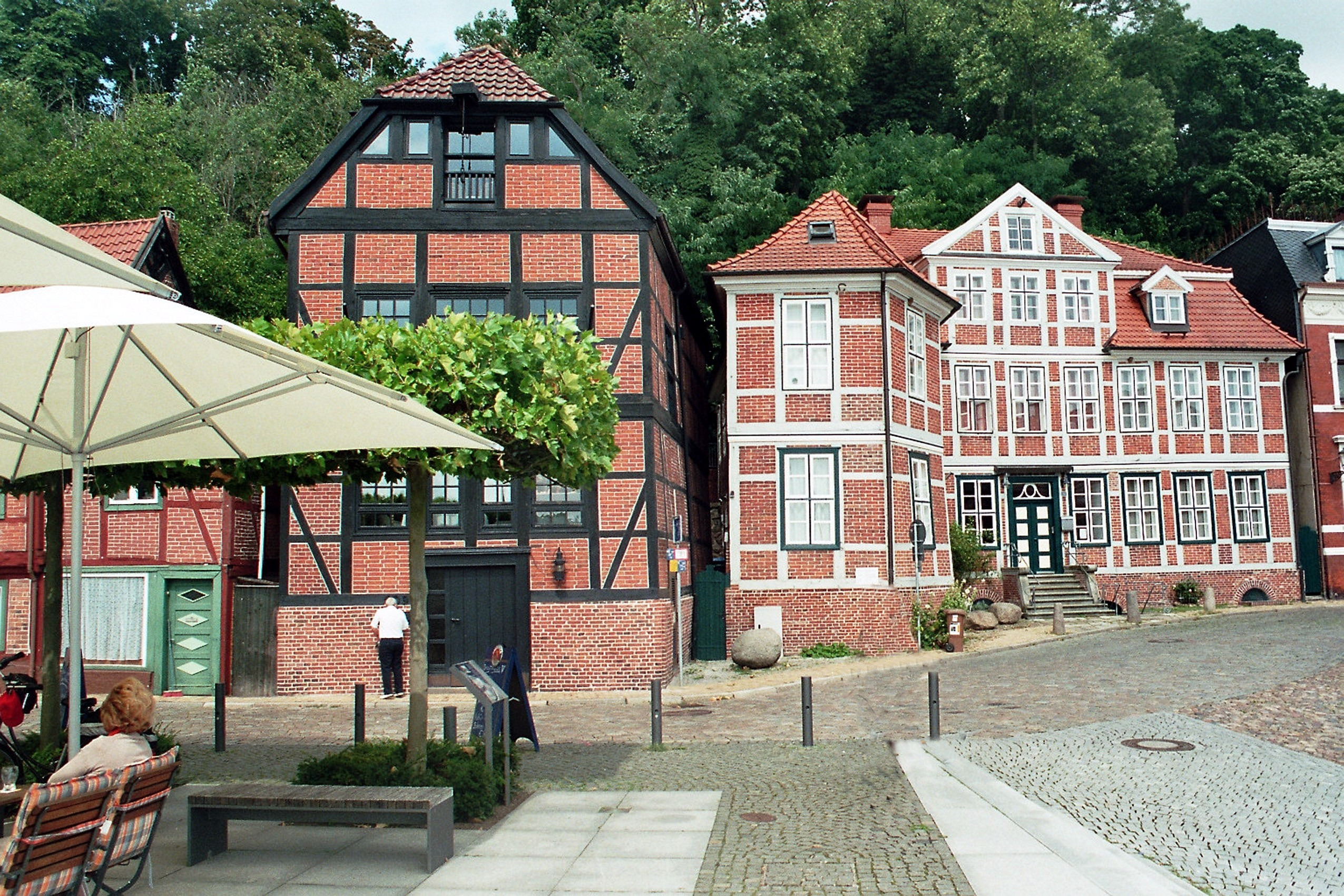
Ruferplatz sul fiume Elba, con le caratteriste case a graticcio
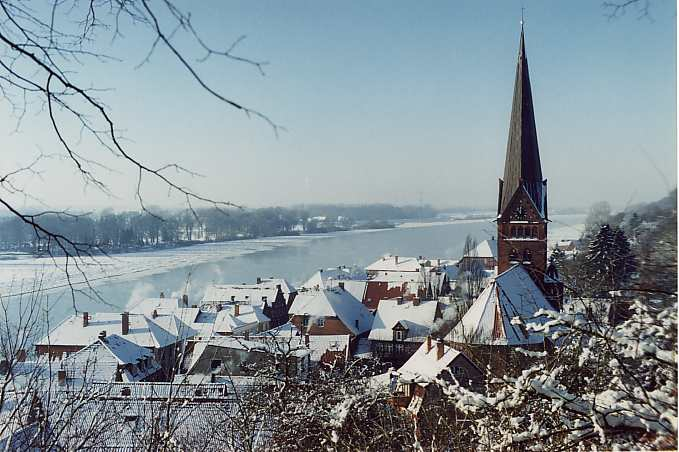
Lauenburg d'inverno
Stemma